# All In Open 2024
L'All In Open 2024 è stato un torneo maschile di tennis professionistico. È stata la 1ª edizione del torneo, facente parte della categoria Challenger 75 nell'ambito dell'ATP Challenger Tour 2024, con un montepremi di 73 000 €. Si è giocato dall'11 al 17 novembre 2024 sui campi in cemento indoor di Lione, in Francia.

## Partecipanti

### Teste di serie
| Nazionalità          | Giocatore         | Ranking* | Testa di serie |
| -------------------- | ----------------- | -------- | -------------- |
| Croazia              | Borna Ćorić       | 95       | 1              |
| Italia               | Luca Nardi        | 102      | 2              |
| Bosnia ed Erzegovina | Damir Džumhur     | 104      | 3              |
| Francia              | Harold Mayot      | 107      | 4              |
| Kazakistan           | Michail Kukuškin  | 108      | 5              |
| Belgio               | Raphaël Collignon | 138      | 6              |
| Brasile              | João Fonseca      | 150      | 7              |
| Francia              | Hugo Grenier      | 158      | 8              |

* Ranking al 4 novembre 2024.

### Altri partecipanti
I seguenti giocatori hanno ricevuto una wild card per il tabellone principale:
- Kyrian Jacquet
- Loann Massard
- Tom Paris

I seguenti giocatori sono entrati in tabellone come alternate:
- Gianluca Mager
- Rudolf Molleker
- Abedallah Shelbayh

I seguenti giocatori sono passati dalle qualificazioni:
- Alexis Gautier
- Maxime Janvier
- Vitaliy Sachko
- Luka Pavlovic
- Miloš Karol
- Oleg Prihodko

## Punti e montepremi
| Torneo    | Torneo              | V     | F     | SF    | QF    | 2T    | 1T  | Q | Q2  | Q1  |
| Singolare | Punti               | 75    | 44    | 22    | 12    | 6     | 0   | 4 | 2   | 0   |
| Singolare | Premi in denaro (€) | 9,880 | 5,820 | 3,450 | 2,000 | 1,165 | 720 | – | 360 | 185 |
| Doppio    | Punti               | 75    | 44    | 22    | 12    | –     | 0   | – | –   | –   |
| Doppio    | Premi in denaro (€) | 4,250 | 2,450 | 1,480 | 880   | –     | 500 | – | –   | –   |

## Campioni

### Singolare
Raphaël Collignon ha sconfitto in finale  Calvin Hemery con il punteggio di 6–4, 6–2.

### Doppio
Luke Johnson /  Lucas Miedler hanno sconfitto in finale  Sergio Martos Gornés /  David Pichler con il punteggio di 6–1, 6–2.